# Żabokliki (powiat węgrowski)
Żabokliki – wieś w Polsce położona w województwie mazowieckim, w powiecie węgrowskim, w gminie Korytnica. Ma status sołectwa.
W latach 1975–1998 miejscowość należała administracyjnie do województwa siedleckiego.
Wierni Kościoła rzymskokatolickiego należą do parafii św. Stanisława Biskupa Męczennika w Czerwonce Liwskiej.

## Ludzie związani z Żaboklikami
- Jan Wąsowski (1898-1940), żołnierz wojny polsko-bolszewickiej, następnie mierniczy, porucznik rezerwy Wojska Polskiego, zamordowany w Charkowie – urodzony w Żaboklikach[7]